# Michal Sersen
Michal Sersen (* 28. Dezember 1985 in Gelnica, Tschechoslowakei) ist ein slowakischer Eishockeyspieler, der seit November 2012 beim HC Slovan Bratislava in der Kontinentalen Hockey-Liga respektive slowakischen Extraliga (seit 2019) unter Vertrag steht.

## Karriere
Michal Sersen begann seine Karriere als Eishockeyspieler in der Nachwuchsabteilung des HC Slovan Bratislava, für dessen Profimannschaft er in der Saison 2002/03 sein Debüt in der Extraliga gab. In seinem Rookiejahr blieb er in 17 Spielen punkt- und straflos und wurde mit seiner Mannschaft erstmals Slowakischer Meister. Anschließend spielte der Verteidiger drei Jahre lang in der kanadischen Juniorenliga LHJMQ für die Océanic de Rimouski, die ihn beim CHL Import Draft 2003 als Top-Pick gezogen hatten, und Remparts de Québec. Mit Rimouski gewann er 2005 die Coupe du Président, die LHJMQ-Meisterschaft. In der folgenden Spielzeit war er mit den Remparts im Memorial Cup, der Meisterschaft der Canadian Hockey League, erfolgreich. Während seiner Zeit in der LHJMQ wurde er im NHL Entry Draft 2004 in der fünften Runde als insgesamt 130. Spieler von den Pittsburgh Penguins ausgewählt, bei denen er anschließend jedoch keinen Vertrag erhielt.
Von 2006 bis 2010 stand Sersen bei seinem Ex-Club HC Slovan Bratislava in der Extraliga unter Vertrag. Mit den Hauptstädtern gewann er 2007 und 2008 erneut die nationale Meisterschaft und trat für sie in der Saison 2008/09 auf europäischer Ebene in der Champions Hockey League an. In dieser gab er in vier Spielen eine Vorlage. Für die Saison 2010/11 wurde der Slowake von Awtomobilist Jekaterinburg aus der Kontinentalen Hockey-Liga verpflichtet. Im Juni 2011 erhielt er einen Einjahresvertrag beim HC Sparta Prag aus der tschechischen Extraliga und absolvierte in der Folge über 50 Partien für Sparta, in denen er 27 Scorerpunkte sammelte. Im Juni 2012 wechselte er innerhalb Prags zum KHL-Teilnehmer HC Lev Prag, bei dem er einen Vertrag über ein Jahr Laufzeit unterschrieb.
End Oktober wurde Sersen vom HC Lev für einen Auswahlrecht im KHL Junior Draft 2013 an Awtomobilist Jekaterinburg abgegeben, die ihn ihrerseits einen Tag später zum HC Slovan Bratislava transferierten. Bei Slovan erhielt Sersen zunächst einen Vertrag bis zum Ende der Saison 2014/15, der in den Folgejahren mehrfach verlängert wurde. Seit 2019 spielt er mit Bratislava wieder in der Extraliga.
Während der Saison 2016/17 wurde Sersen an das Farmteam HC 05 Banská Bystrica ausgeliehen, mit dem er am Saisonende einen weiteren slowakischen Meistertitel gewann. 2022 gelang ihm dieses erneut auch mit Slovan Bratislava.

### International
Für die Slowakei nahm Sersen an der U18-Junioren-Weltmeisterschaft 2003 teil. Bei dieser bereitete er ein Tor in sieben Spielen vor. Bei der Weltmeisterschaft 2011 vertrat er erstmals die Seniorenauswahl seines Heimatlandes und absolvierte eine Partie. Beim Turnier ein Jahr später gewann er mit dem Nationalteam die Silbermedaille. Auch bei den Weltmeisterschaften 2013, 2015, 2016 und 2017 spielte er für die Slowakei.

## Erfolge und Auszeichnungen

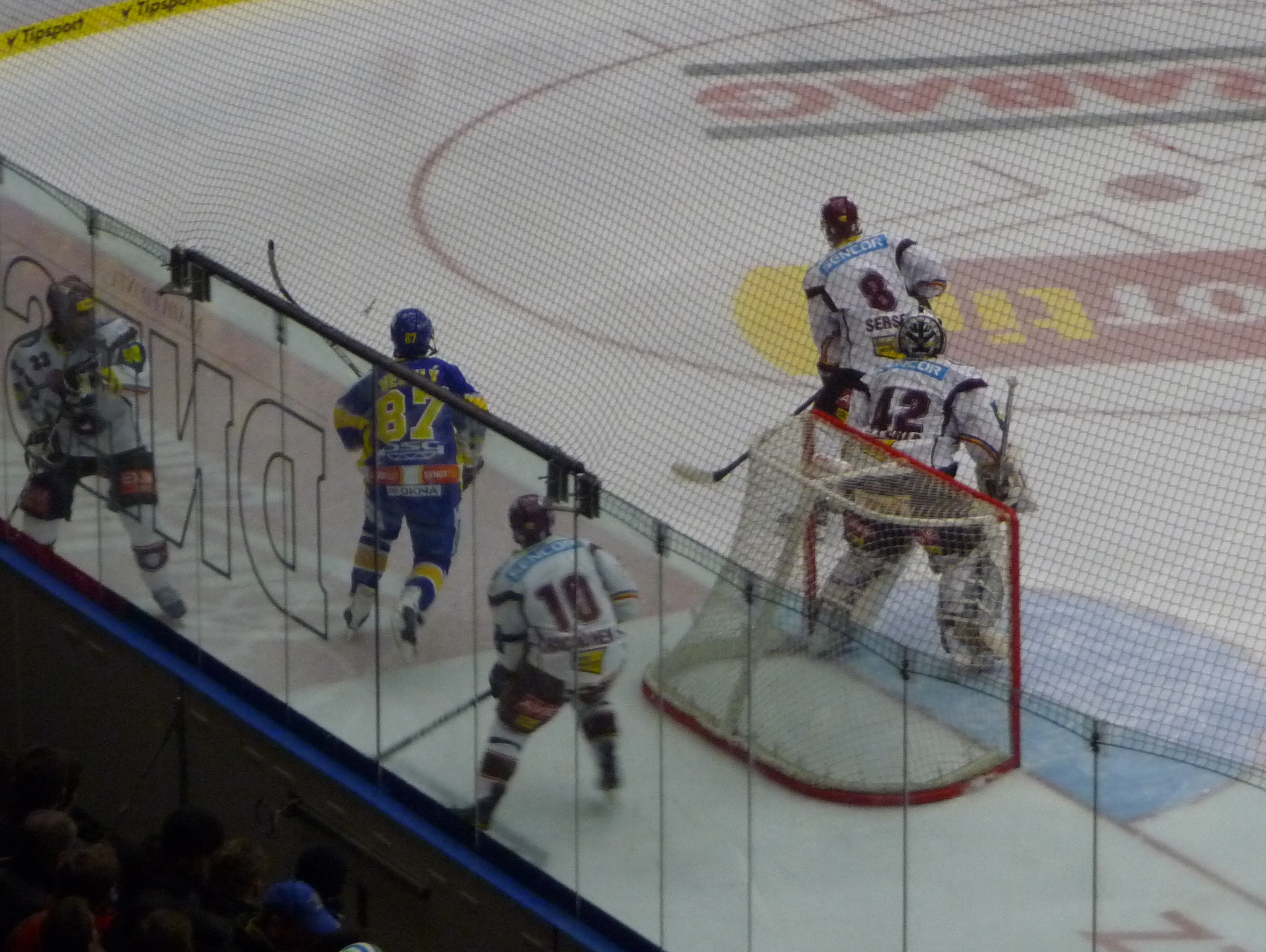
Michal Sersen (8) im Trikot des HC Sparta Prag

- 2003 Slowakischer Meister mit dem HC Slovan Bratislava
- 2004 Teilnahme am CHL Top Prospects Game
- 2005 Coupe-du-Président-Gewinn mit den Océanic de Rimouski
- 2006 Beste Plus/Minus-Bilanz der LHJMQ
- 2006 LHJMQ Second All-Star-Team
- 2006 Memorial-Cup-Gewinn mit den Remparts de Québec
- 2006 Memorial Cup All-Star-Team
- 2007 Slowakischer Meister mit dem HC Slovan Bratislava
- 2008 Slowakischer Meister mit dem HC Slovan Bratislava
- 2008 All-Star-Team der Extraliga
- 2017 Slowakischer Meister mit dem HC 05 Banská Bystrica
- 2022 Slowakischer Meister mit dem HC Slovan Bratislava

### International
- 2003 Silbermedaille bei der U18-Junioren-Weltmeisterschaft
- 2012 Silbermedaille bei der Weltmeisterschaft

## Statistik
(Stand: Ende der Saison 2022/23)